# Сорг
Сорг — річка на південному сході Франції, що лежить між передгір'ями Альп і Рон. Довжина — 30,4 кілометри. Її джерело розташоване поблизу міста Фонтен-де-Воклюз, департамент Воклюз. Це найбільше джерело у Франції і п'яте за величиною у світі. 
1. ↑  http://www.sandre.eaufrance.fr/geo/CoursEau/V6150500